# 슈퍼 스매시브라더스
《슈퍼 스매시브라더스》(영어: Super Smash Bros.) 또는 《대난투 스매시브라더스》(일본어: 大乱闘スマッシュブラザーズシリーズ)는 HAL 연구소에서 개발하고 닌텐도가 배급하는 크로스오버 대전 액션 게임 시리즈이다. 약칭으로는 '대난투', '스마브라(スマブラ, 일본에서 쓰는 약칭)' 'SSB(영어 제목의 머릿글자)' 등이 쓰인다. 시리즈 모두 《별의 커비》의 창조자이기도 한 사쿠라이 마사히로가 감독하였다.
이 시리즈는 마리오, 링크, 커비, 사무스 아란, 피카츄, 요시 등 대중적인 닌텐도 캐릭터들이 등장한다. 대난투 스매시브라더스 X부터는 소닉, 록맨, 팩맨 등 닌텐도 외 타 게임 회사 캐릭터들도 등장하고 있다.

## 개요
《슈퍼 마리오》 시리즈의 마리오, 《젤다의 전설》 시리즈의 링크, 《메트로이드》 시리즈의 사무스, 《별의 커비》 시리즈의 커비, 《포켓몬스터》시리즈의 피카츄 등 닌텐도가 출시했던 비디오 게임 시리즈의 대표적인 인기 캐릭터들을 한자리에 모아 그들이 등장하는 게임의 세계관을 모티브로 한 스테이지에서 싸우는 대전 액션 게임이다. 컴퓨터에 의한 자동 조작도 포함해 1명에서 4명(Wii U, 얼티밋에서는 최대 8명)까지 게임할 수 있다.
대전 격투 게임의 성격을 띈 이 시리즈만의 특징은 게임의 승리 조건이다. 기존의 격투 게임처럼 체력을 서로 빼앗는 것이 아니라, 말하자면, 구슬치기처럼, 장외하면 지게 되기에 끝까지 스테이지에 남아 있던 사람이 승자가 된다. 격투 게임의 특징을 가지고 있고, 원작자도 그것을 인정하고 있지만, 시리즈 첫 번째 작품은 당시 코어 게이머 위주로 돌아가던 기존 격투 게임들에 대한 안티테제로 만들었다고 해서 장르를 '대전 액션 게임'이라고만 하고 '격투 게임'이라는 표현은 적절하지 않다고 한다. 한편, 에볼루션 챔피언십 시리즈 등의 격투 게임 대회에서 종목으로 채택되는 등 격투 게임 유저로부터도 지지를 얻고 있다.
후술할 '대전 규칙' 설명에 있듯이, 멀티 플레이와 아이템, 스테이지 기믹 등 여러 변수를 만들 수 있는 대전 규칙 등 때문에 대전 게임이면서도 파티 게임같은 느낌을 내고 있어 개발자는 '스포츠 놀이같은 것'이라 칭하고 있다. 또한 X와 얼티밋은 '대전 · 공유 · 함께 플레이'를 중점적으로 두고 있고, 대전 이외에도 유저들이 즐길 수 있는 요소와 다양한 작품 컨셉을 넣었다.
닌텐도 게임의 인기 캐릭터들이 작품의 틀을 깨고 크로스오버함으로써, 그 게임 팬들의 마음을 사로잡았다. 이와 반대로, 이 시리즈의 영향으로 등장 캐릭터 및 원작 게임의 인지도가 상승하고 원작의 팬을 늘리는 효과도 볼 수 있었다. 스매시브라더스 시리즈 이후에 나온 《메트로이드》 시리즈나 《파이어 엠블렘》 시리즈에 이지 모드를 탑재한 이유 중 하나는 이것에 의한 신규 유저 증가를 예측한 배려이다. 또한 《파이어 엠블렘》의 제작사 인텔리전트 시스템즈의 나리히로 토오루는 사쿠라이 감독에게 감사를 표했다.

### 개발의 경위
이 시리즈는 처음부터 '닌텐도 캐릭터가 모이는 것을 목표로 한 게임'이 아니라, 오리지널 작품으로 시작된 대전 액션 게임으로 기획되었다. 개발 단계에서는 '격투 게임 용왕'이라는 코드 네임으로 불렸다. 이런 이름이 붙은 이유는 게임 중에 사용되었던 배경이 HAL 연구소 야마나시 개발 센터의 소재지인 구 류오쵸(현재의 가이시 류오 신마치)의 풍경을 사용하고 있었기 때문이다.
프로토타입인 '용왕'은 사쿠라이 마사히로와 프로그래머 이와타 사토루, 사운드 크리에이터 3명이라는 극소수 인원으로 제작되었다. 상품으로 출시할 때 '가정용 게임기 전용 오리지널 격투 게임은 아케이드용 게임보다 알려지기 어렵다'는 점을 고려해서 화제가 되게 하기 위해 결국 '닌텐도 캐릭터들이 싸운다'는 아이디어가 채택되었다고 한다. 원래는 대안으로 캐릭터 디자인에 유명 일러스트레이터를 기용하거나, 애니메이션과 제휴하는 것 등이 검토되었다. 이런 이유로 저작권 표기는 프로그램과 캐릭터가 별도로 표기되어 있으며, 시리즈의 시스템 프로그램에 관한 저작권은 'Original game:'으로 일관되게 닌텐도와 HAL 연구소에 있고, 캐릭터에 관한 저작권은 'Characters:' 이후에 일괄하여 기록되어 있다. 후자는 참전 작품의 스포일러와 관련되기 때문에, 참전 사실을 공식 발표하기 전까지는 참전 작품에 대한 저작권 표기를 숨기기도 하고, 게임 중에도 숨겨진 캐릭터를 출현시켜야 해당 캐릭터의 저작권자를 타이틀 화면의 저작권 표기, 엔딩의 스탭 롤에 추가하는 등의 조치를 취하고 있다
또한, 이 기획은 원래 공모전에서 떨어진 것이며, 기획이 다시 부상한 건 64DD판 마더 3와 닌텐도 64판 커비의 에어라이드가 개발 중지된 것이 배경에 있었다고 한다.

## 시리즈
| 제목                                 | 발매일           | 기종            | 판매량   | 판매량    |
| ------------------------------------ | ---------------- | --------------- | -------- | --------- |
| 닌텐도 올스타! 대난투 스매시브라더스 | 1999년 1월 21일  | 닌텐도 64       | 197 만개 | 555 만개  |
| 대난투 스매시브라더스 DX             | 2001년 11월 21일 | 닌텐도 게임큐브 | 151 만개 | 709 만개  |
| 대난투 스매시브라더스 X              | 2008년 1월 31일  | Wii             | 242 만개 | 1332 만개 |
| 슈퍼 스매시브라더스 for 닌텐도 3DS   | 2014년 9월 13일  | 닌텐도 3DS      | 253 만개 | 961 만개  |
| 슈퍼 스매시브라더스 for Wii U        | 2014년 12월 6일  | Wii U           | 75 만개  | 538 만개  |
| 슈퍼 스매시브라더스 얼티밋           | 2018년 12월 7일  | 닌텐도 스위치   | 517 만개 | 2285 만개 |

| 게임                                 | 연도 | 판매량 (백만) | 메타크리틱 |
| ------------------------------------ | ---- | ------------- | ---------- |
| 닌텐도 올스타! 대난투 스매시브라더스 | 1999 | 5.55          | 79/100     |
| 대난투 스매시브라더스 DX             | 2001 | 7.09          | 92/100     |
| 대난투 스매시브라더스 X              | 2008 | 13.32         | 93/100     |
| 슈퍼 스매시브라더스 for 닌텐도 3DS   | 2014 | 9.59          | 85/100     |
| 슈퍼 스매시브라더스 for Wii U        | 2014 | 5.37          | 92/100     |
| 슈퍼 스매시브라더스 얼티밋           | 2018 | 22.85         | 93/100     |